# Hotel Kvarner
Hotel Kvarner, formellt Remisens Premium Hotel Kvarner, är ett fyrstjärnigt hotell i Opatija i Kroatien. Det invigdes år 1884 i det dåvarande österrikisk-ungerska Opatija (vid tiden mer känt under sitt italienska namn Abbazia). Det är beläget vid Adriatiska havet och Lungomare. 
I Kroatien har hotellet speciell status då det var det första hotellet att invigas vid vad som idag är den kroatiska adriatiska kusten. Hotellet symboliserar av denna anledning början på den kroatiska turismen som under de följande årtiondena skulle komma att utvecklas till en viktig näringsgren i Opatija och längs den kroatiska kusten.     

## Historik
Hotellet finansierades och uppfördes på initiativ av den österrikiska sydbanans järnvägsbolag och dess verkställande direktör Friedrich Julius Schüler. Schüler hade sedan tidigare lett arbetena med att uppföra villor och anlägga parker i Opatija och Lovran och banade på så vis vägen för Opatijas utveckling till en österrikisk-ungersk kurort. För uppförandet av hotellet anlitades den wienske arkitekten Franz Wilhelm och ingenjören Meese. 
Byggnaden var inledningsvis tänkt att tjäna som sanatorium för patienter med lungsjukdom och av denna anledning flyttades en begravningsplats som låg i den tilltänkta byggnadens omedelbara närhet. Hotellet uppfördes på platsen för tidigare vingårdar som tillhört den lokala Tomašić-familjen. Hantverkarna som deltog i bygget liksom byggnadsmaterialet som användes till konstruktionen hämtades från hela Dubbelmonarkin. Byggnadens uppfördes på bara tio månader och invigdes år 1884. Det kallades då Hotel Quarnero.  

## Arkitektur
Den södra klassicistiska delen av huskroppen är hotellets äldsta del. Den norra delen hyste tidigare de varma baden (ty. Warmbader) som var sammanbunden med hotellet via en övertäckt korridor (Wandelbahn). År 1913 tillkom Kristallhallen på platsen för de tidigare baden. Denna lokal har sedan tillkomsten används för olika offentliga evenemang och baler i Opatija.